# Средняя школа Саньминь (станция метро)
«Средняя школа Саньминь» (англ. Sanmin Senior High School; кит. 三民高中) — станция линии Синьчжуан Тайбэйского метрополитена, открытая 3 ноября 2010 года. Располагается между станциями «Лучжоу» и «Средняя школа имени святого Игнатия». Находится на территории района Лучжоу города Новый Тайбэй.

## Техническая характеристика
«Средняя школа Саньминь» — однопролётная станция с островной платформой, находящаяся на глубине 26 метров. Длина платформы — 193 метра, а ширина — 22. На станции установлены платформенные раздвижные двери. На станции есть два выхода, оснащённые эскалаторами. Один выход также оснащен лифтом для пожилых людей и инвалидов.